# Ribeirão do Largo
Ribeirão do Largo é um município brasileiro no interior e sudoeste do estado da Bahia. Sendo um dos 24 municípios integrantes do Território de Identidade Sudoeste Baiano, proposto pela Superintendência de Estudos Econômicos e Sociais da Bahia.